# Roter Schlangenhaut-Ahorn
Der Rote Schlangenhaut-Ahorn (Acer capillipes), auch Rotstieliger Schlangenhaut-Ahorn, ist eine Pflanzenart aus der Gattung der Ahorne (Acer) innerhalb der Familie der Seifenbaumgewächse (Sapindaceae). Der Rote Schlangenhaut-Ahorn ist endemisch auf den japanischen Inseln Honshū und Shikoku, dort wird er Hosoe-kaede (細枝楓) oder Ashibosouri no ki (アシボソウリノキ) genannt.

## Beschreibung

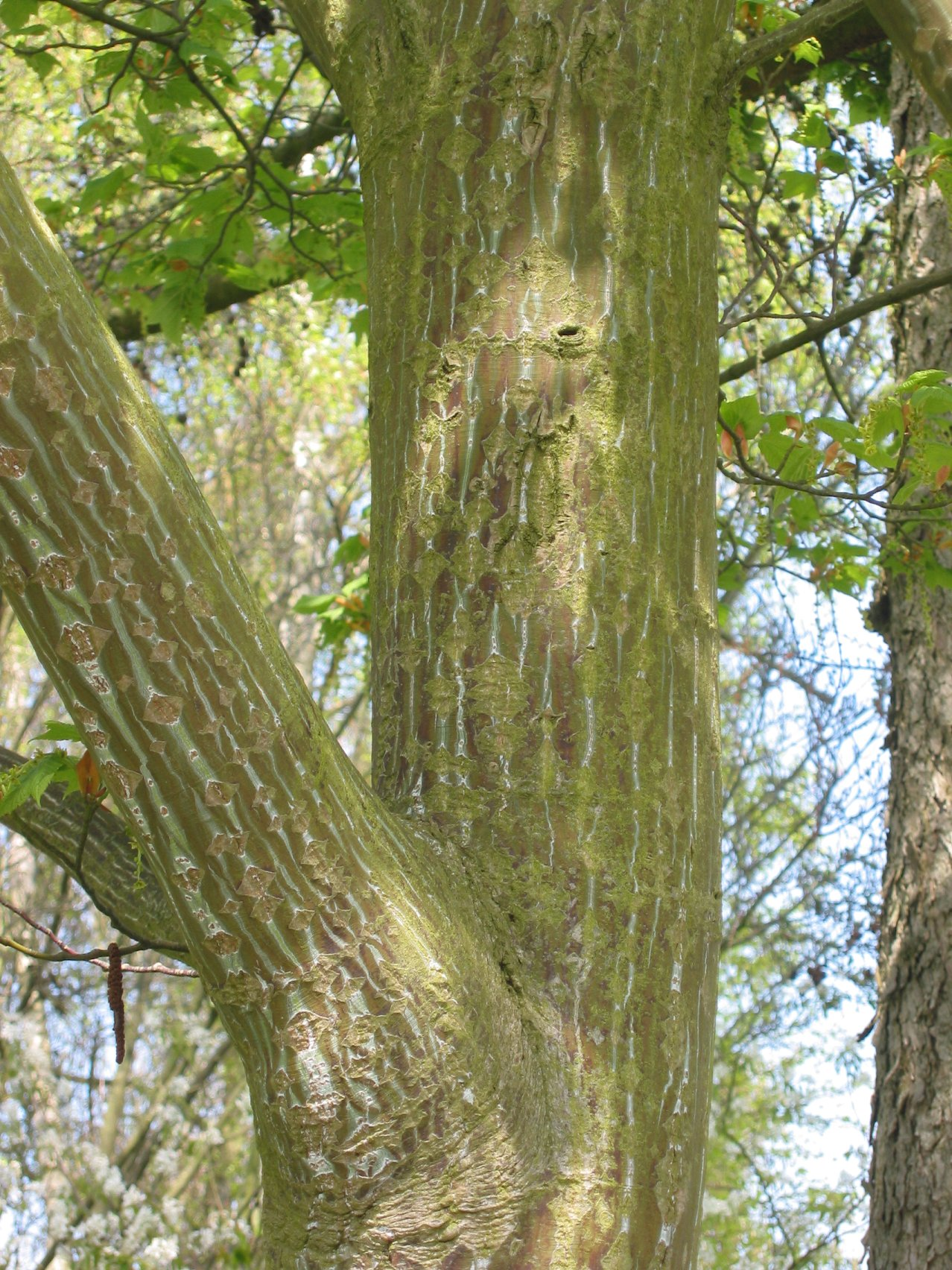
Stamm mit „Schlangenhaut“-Borke

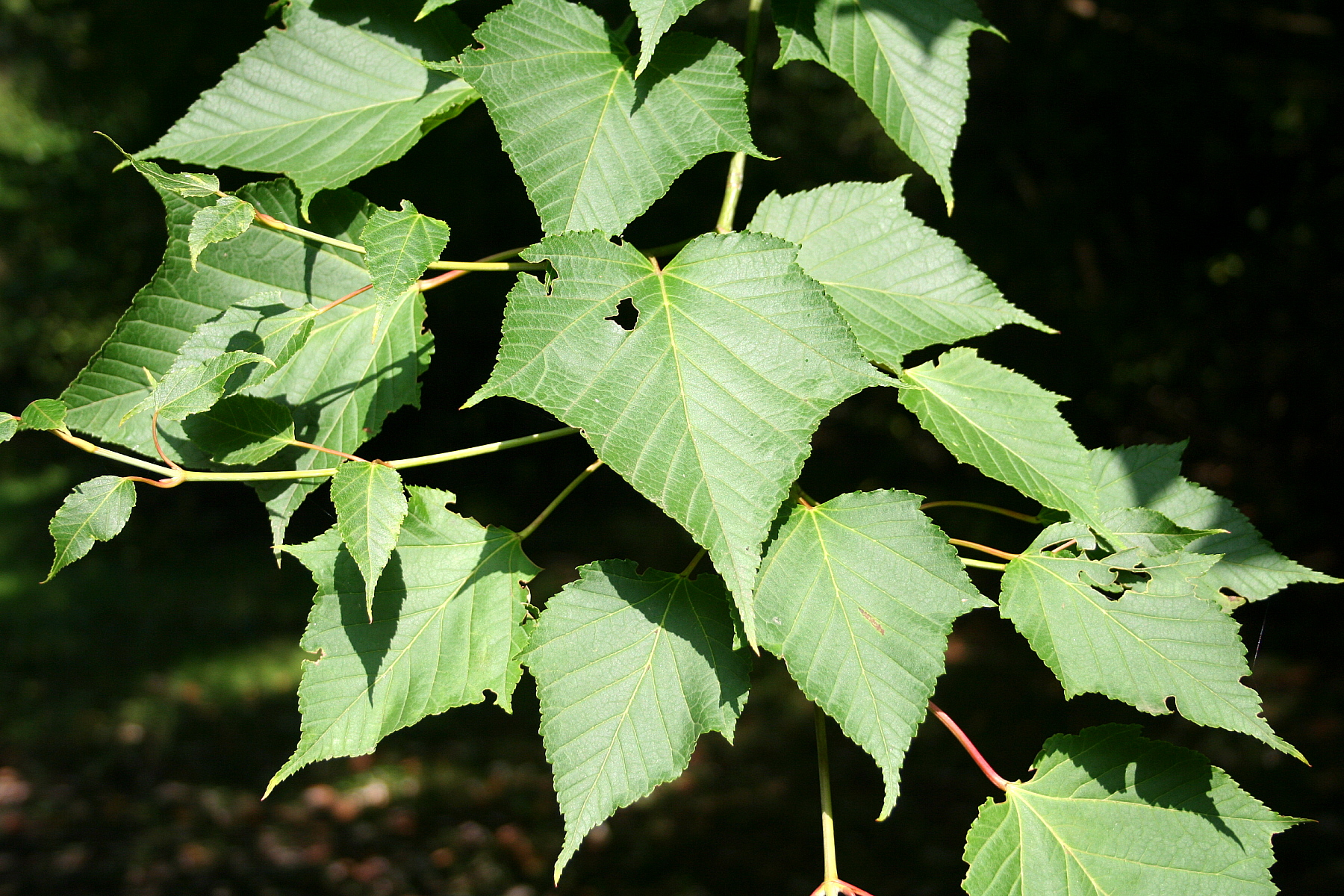
Blätter

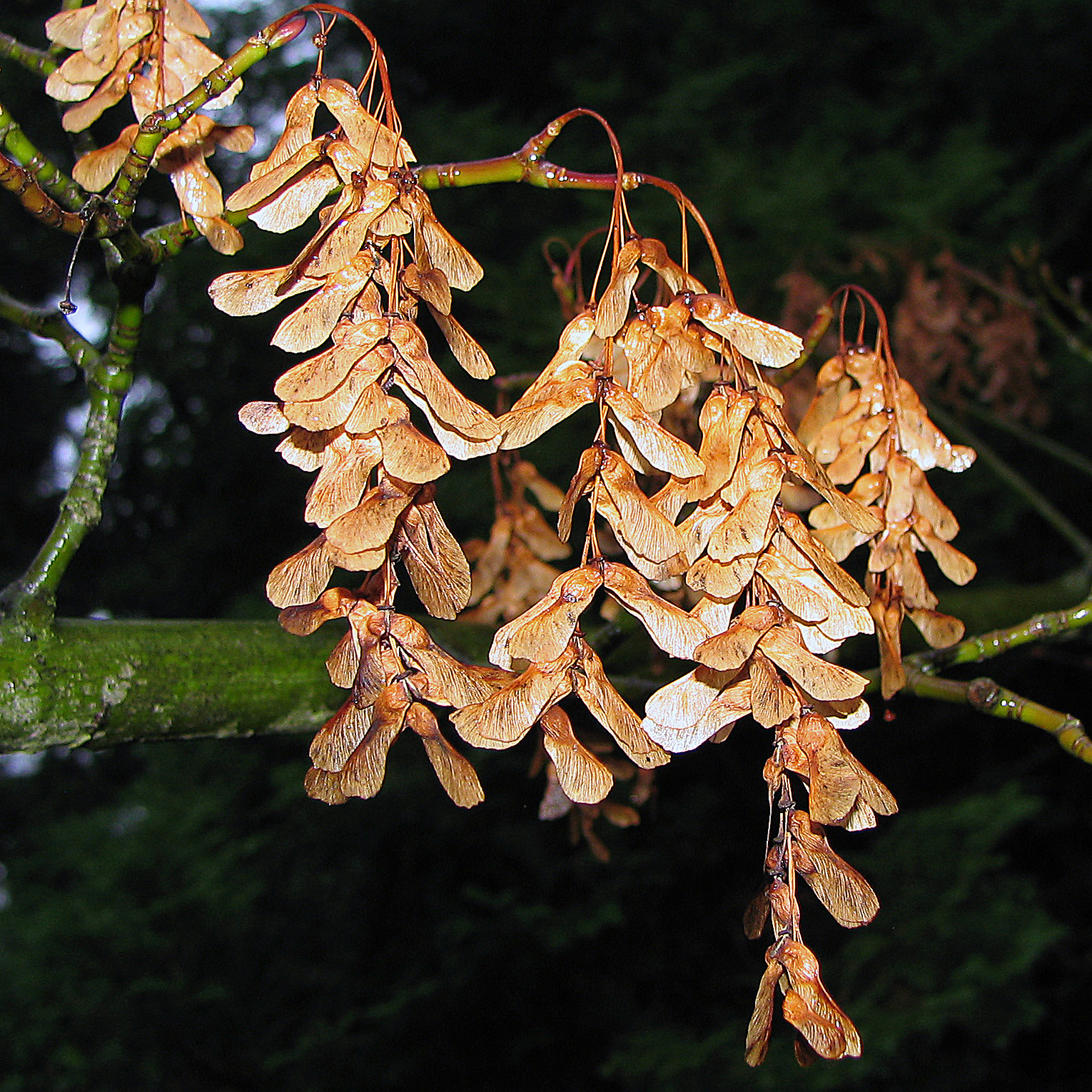
Fruchtstände

### Vegetative Merkmale
Beim Roten Schlangenhaut-Ahorn handelt es sich um einen sommergrünen Baum mit kurzem Stamm bzw. Großstrauch, der Wuchshöhen von bis über 15 Metern, in Ausnahmefällen auch bis 20 Metern erreicht. Die Baumkrone ist breit-trichterförmig. Der Stammdurchmesser erreicht über 60 Zentimeter. Die Borke ist braungrün, ab dem zweiten Jahr mit schmalen, weißen Streifen, im Alter wird sie gräulich und leicht rissig. Die Rinde junger Zweige ist glänzend rot, kahl und bereift.
Die gegenständig an den Zweigen angeordneten Laubblätter sind in Blattstiel und -spreite gegliedert. Der kahle, teils rötliche, meist rinnige Blattstiel ist 3 bis 8 Zentimeter lang. Der Spreitengrund ist schwach herzförmig bis abgerundet oder gestutzt. Die eiförmige bis dreieckige, zugespitzte bis geschwänzte Blattspreite ist bei einer Länge von 8 bis 15 Zentimetern sowie einer Breite von 7 bis 12 Zentimetern meist drei- bis fünflappig, -zähnig oder manchmal ganz, ungeteilt. Die seitlich abstehenden Lappen oder Zähne sind viel kürzer als der Mittellappen. Der Blattrand ist doppelt gesägt. Die Spreitenoberseite ist dunkelgrün, die -unterseite hellgrün und kahl. Die Blattadern sind rötlich gefärbt. Die Herbstfärbung ist gelb bis rot oder orange-rot.

### Generative Merkmale
Die Blütezeit liegt im Mai. Der Rote Schlangenhaut-Ahorn ist zweihäusig getrenntgeschlechtig (diözisch). 20 bis 50 Blüten befinden sich in einem langen, hängenden und traubigen Blütenstand.
Die kleine, funktionell eingeschlechtige und gestielte Blüte ist gelblich bis grünlich-gelb, bei einem Durchmesser von etwa 8 Millimetern radiärsymmetrisch und fünfzählig mit doppelter Blütenhülle. Es sind je fünf Kelch- und Kronblättern vorhanden. Männliche Blüten enthalten acht Staubblätter und oft ein rudimentäres Gynoeceum. Weibliche Blüten enthalten rudimentäre Staubblätter und der Fruchtknoten kann behaart oder kahl sein. Es ist jeweils ein Diskus vorhanden.
Die zweiteiligen und geflügelte Spaltfrüchte besitzen weitwinklig gespreizte, 1,5 bis 2 Zentimeter lange Flügel. Die Teilfrüchte sind einsamig.

## Vorkommen
Der Rote Schlangenhaut-Ahorn kommt nur auf den japanischen Inseln Honshū sowie Shikoku vor. Die Standorte liegen in Höhenlagen von 600 bis 1300 Metern in sommergrünen Wäldern. Er gedeiht meist auf gleichmäßig frischen bis feuchten, nährstoffreichen Böden ohne Staunässe, der pH-Wert liegt im sauren Bereich.

## Systematik
Die Erstbeschreibung von Acer capillipes erfolgte 1867 durch Maximowicz in Bull. Acad. Imp. Sci. Saint-Pétersbourg, Séries 3, 12, S. 225. 1892 führte Charles Sprague Sargent ihn ins Arnold-Arboretum ein.
Die Art Acer capillipes gehört zusammen mit Acer davidii, Acer crataegifolium, Acer tegmentosum oder dem Acer pensylvanicum zur Sektion Macrantha in der Gattung Acer.